# PlayStation 3
PlayStation 3（官方縮寫：PS3）是索尼電子娛樂推出的家用電子遊樂器。PlayStation 3於2006年11月11日在日本發售，同年11月17日於美國、香港及台灣上市，2007年3月23日於歐洲和大洋洲推出。剛推出時分別是配有20 GB硬碟的基本款式，以及配有60 GB硬碟和部份額外功能（無線連網、3種記憶卡插槽）的進階機種（20 GB的機種並未於歐洲和大洋洲發行）。2009年9月，PlayStation 3推出較薄及更大容量的改良機型PS3 Slim。2012年9月，推出更輕巧的新型PS3 Super Slim。2017年停產。
PlayStation 3與前代機種的差異之處之一，是提供稱為「PlayStation Network」的整合線上遊戲服務，與索尼之前由各家遊戲廠商各自提供線上服務的政策不同。此外，其他的主要特色包括強大的多媒體相容功能、與PlayStation Portable（PSP）及PlayStation Vita (PSVita)的連結能力，以及使用藍光光碟（Blu-ray Disc）作為主要的儲存媒體。PlayStation 3同時也是市場上第一款支援Blu-Ray 2.0的藍光播放器。PlayStation 3為微軟Xbox 360和任天堂Wii的市場競爭者，同為第七世代遊戲主機。

## 簡介
PlayStation 3（英語：PlayStation 3）是由索尼電腦娛樂所開發的家用次世代多媒體影音娛樂平台，是PlayStation®、PlayStation® 2的新世代主機。
和PlayStation、PlayStation 2一樣，一般簡稱為“PS3”，PS3最初於2005年5月的E3電玩展上發表，於2006年11月相繼在日本、美國、歐洲、臺灣、英國、香港、東南亞及澳洲地區發售，全球統一的口號為“PLAY BEYOND”、“超越玩樂”。
PlayStation 3作為一款遊戲機，亦是一個家庭多媒體平台，同時帶領玩家進入藍光光碟及高品質影音時代。PlayStation 3以Blu-ray Disc（BD-ROM）作為光碟機的主要規格，透過HDMI端子提供播放高品質畫面及杜比音響，而且亦能夠向下相容CD-ROM及DVD-ROM，包括PlayStation和PlayStation 2的遊戲光碟。但在新版本的主機（2008年8月後）已取消了對PlayStation 2遊戲的相容。
在PlayStation 3發售的同時，索尼電腦娛樂設立了「PlayStation Network」（PSN），並且提供「PlayStation Store」（PS Store）服務。PS3玩家可以透過PSN在PS Store內購買以往的PlayStation遊戲，或下載PS3遊戲的相關資料、試玩版及限定遊戲內容等等。此外，PlayStation Portable玩家透過USB裝置與PS3進行連動時，玩家可以於PS Store下載PlayStation遊戲或其他一些收費或免費的遊戲相關資料、試玩版及限定遊戲內容等等到PSP內，另外亦可透過PSN進行PSP遊戲的對戰功能。
PlayStation 3于2009年9月1日全球發布新輕薄版PS3 slim，機器上的LOGO改為"PS3"（類似PS2及PSP的LOGO），標誌英文名稱從PLAYSTATION®3全部統一更改為PlayStation®3，内部電路板及外形全都進行尺寸縮減，並新增對Dolby TrueHD/DTS-HD MA位元串流輸出及HDMI CEC規格BRAVIA Sync的支援，取消對加裝其他操作系统的支持。外觀上，將觸摸感應式電源鍵及光碟退出鍵改為實體按鍵，原厚版機的鋼琴烤漆也改為磨砂工藝，耗能減少34%、體積減少32%，在售價上亦大幅下調售價至299美元。自從任天堂的Wii推出以體感遊戲為主打的遊戲機後，PlayStation亦在2010年9月15日發售其體感遊戲控制器PS Move，裝備包括了頂部載有發光球體的控制器，其後微軟的Xbox 360亦推出Kinect體感遊戲感應器。

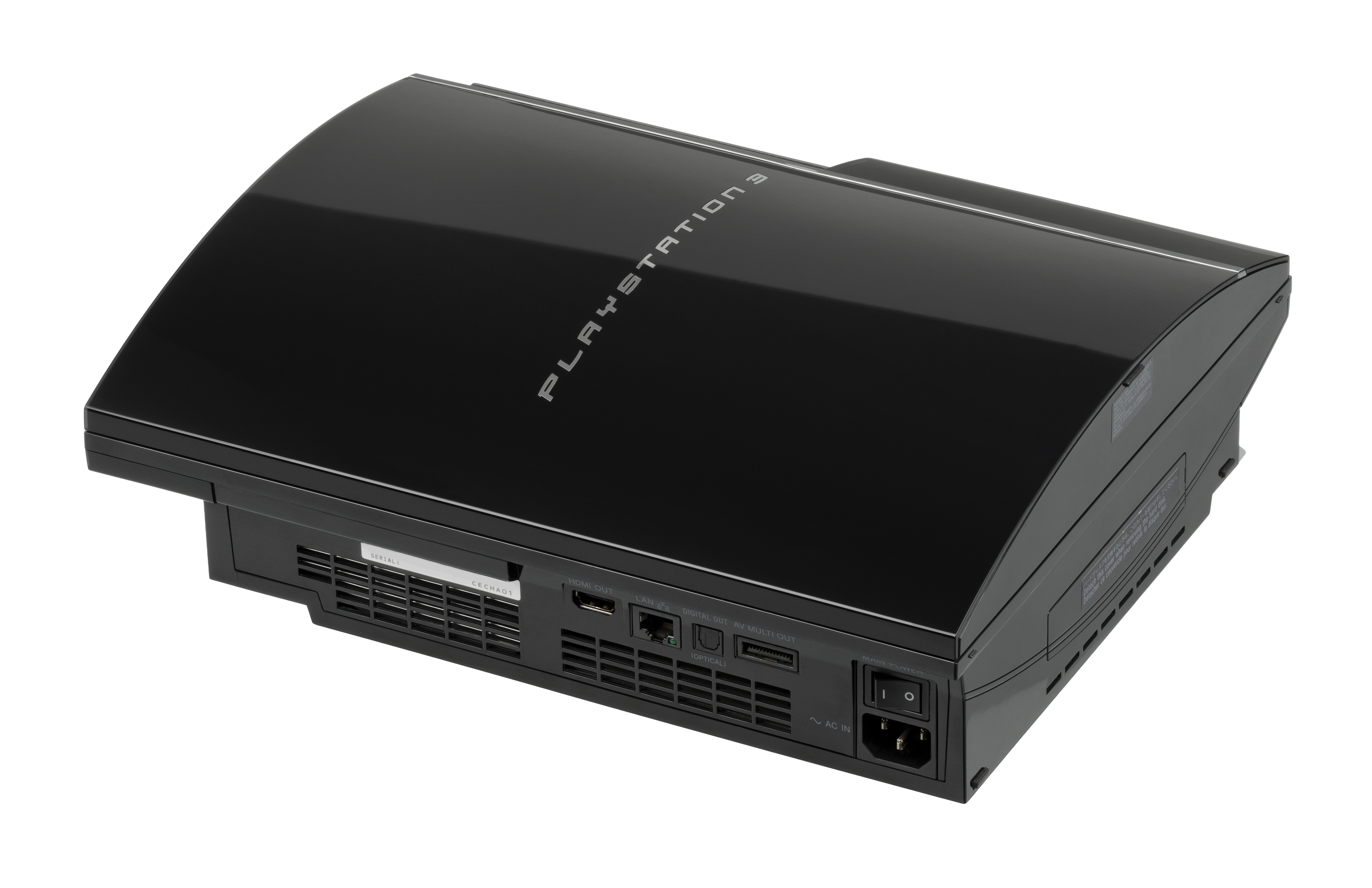
初版PS3（背面）
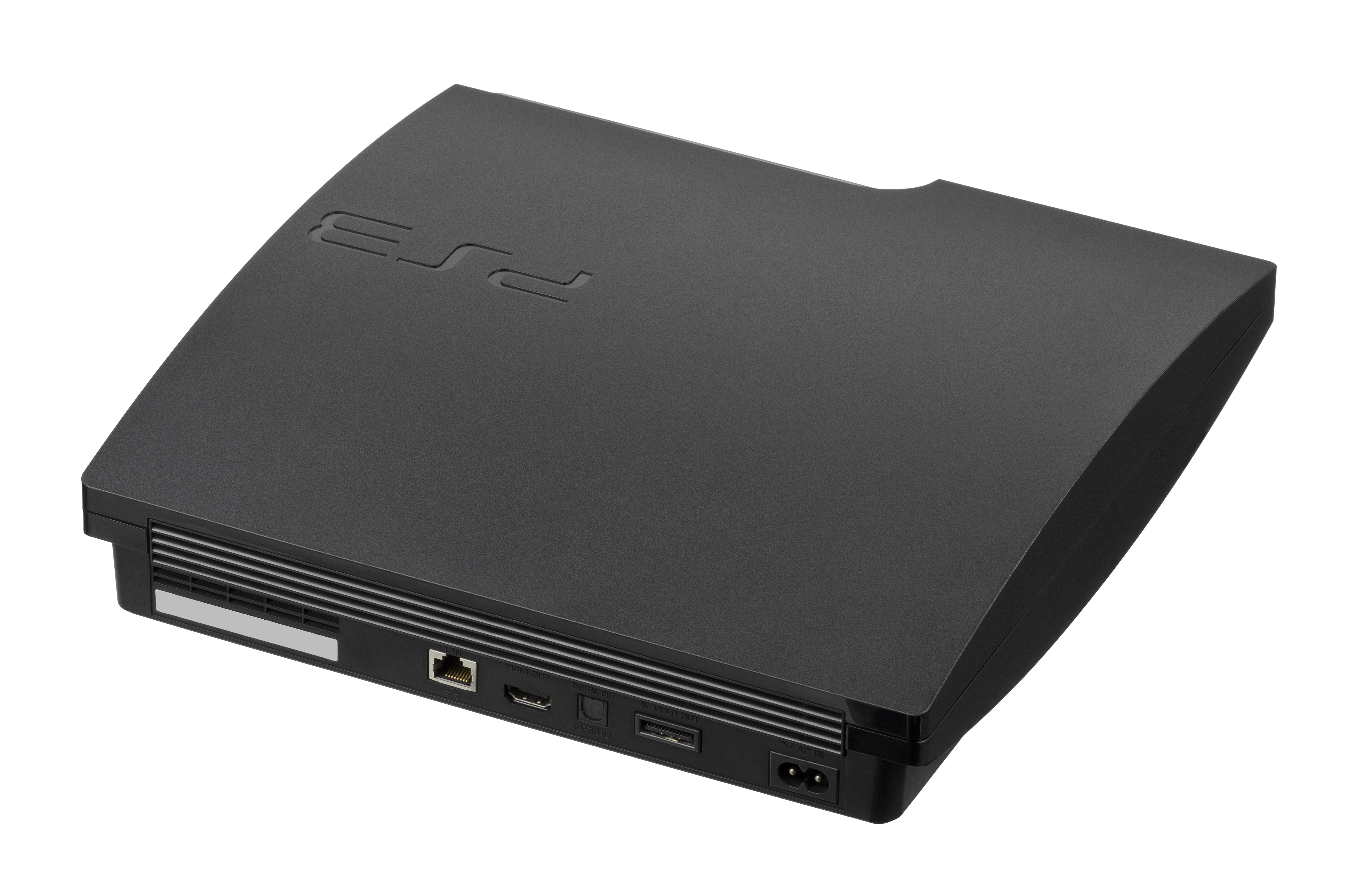
PS3 Slim（背面）
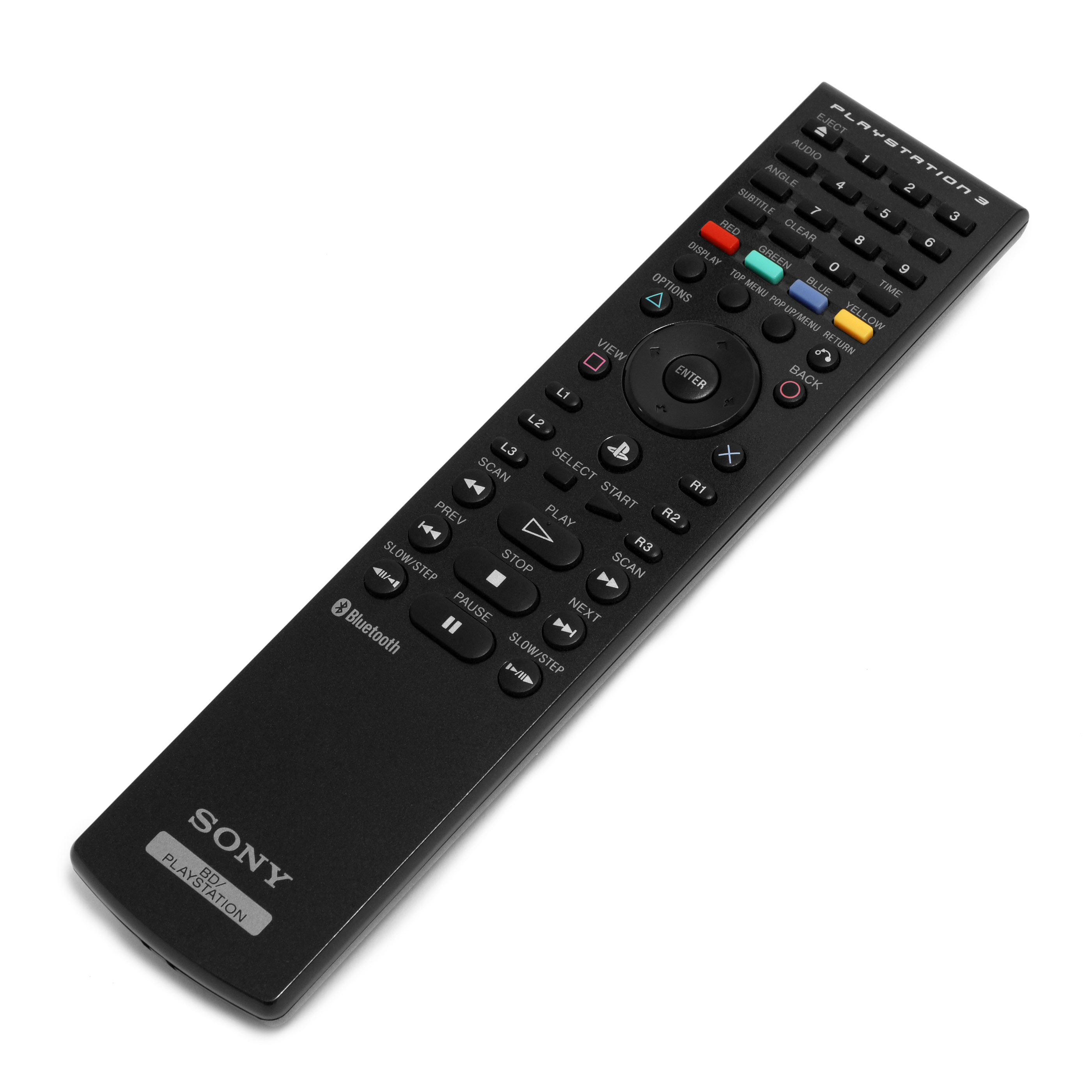
PS3專用遙控器
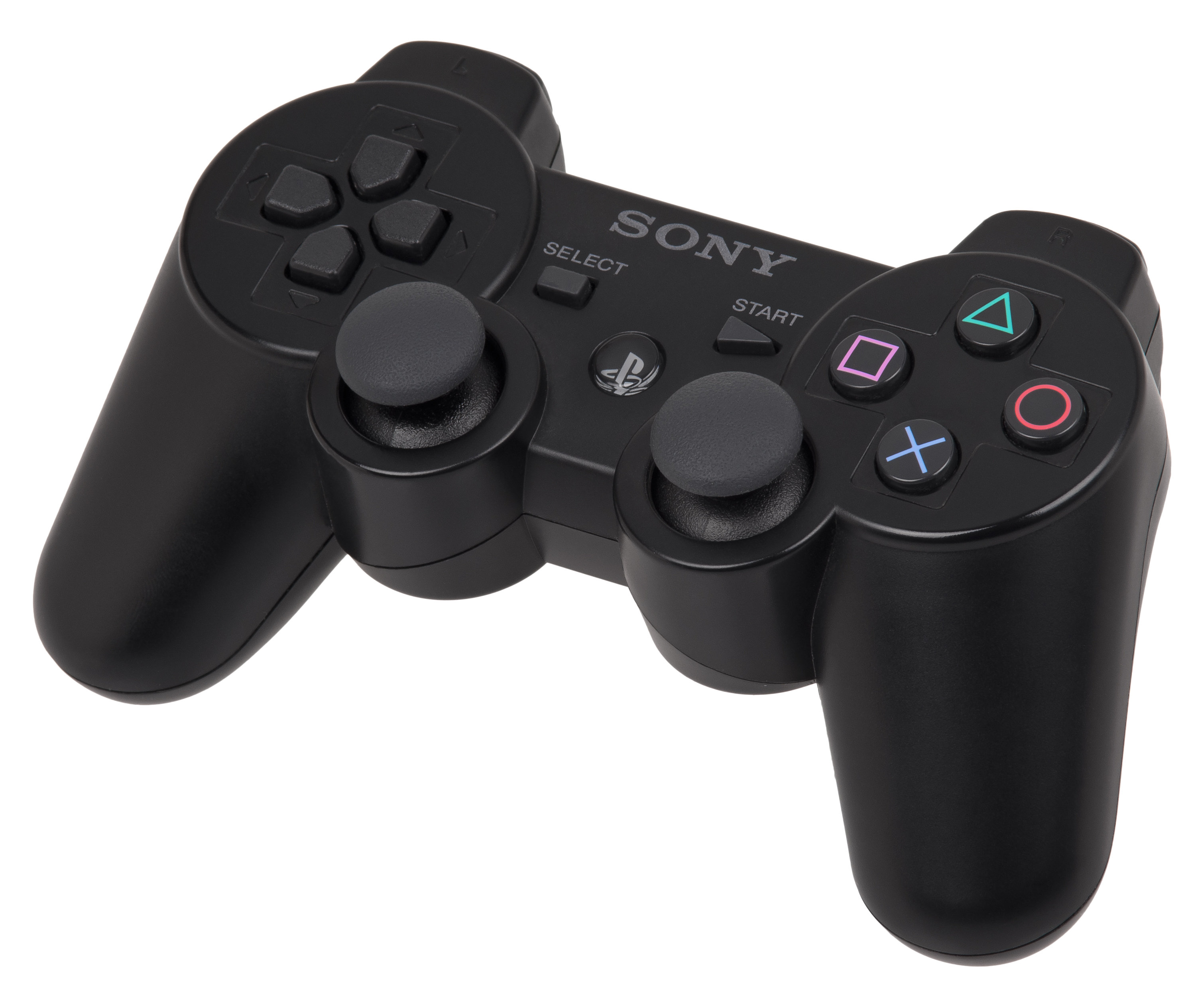
PS3專用控制器“DualShock 3”
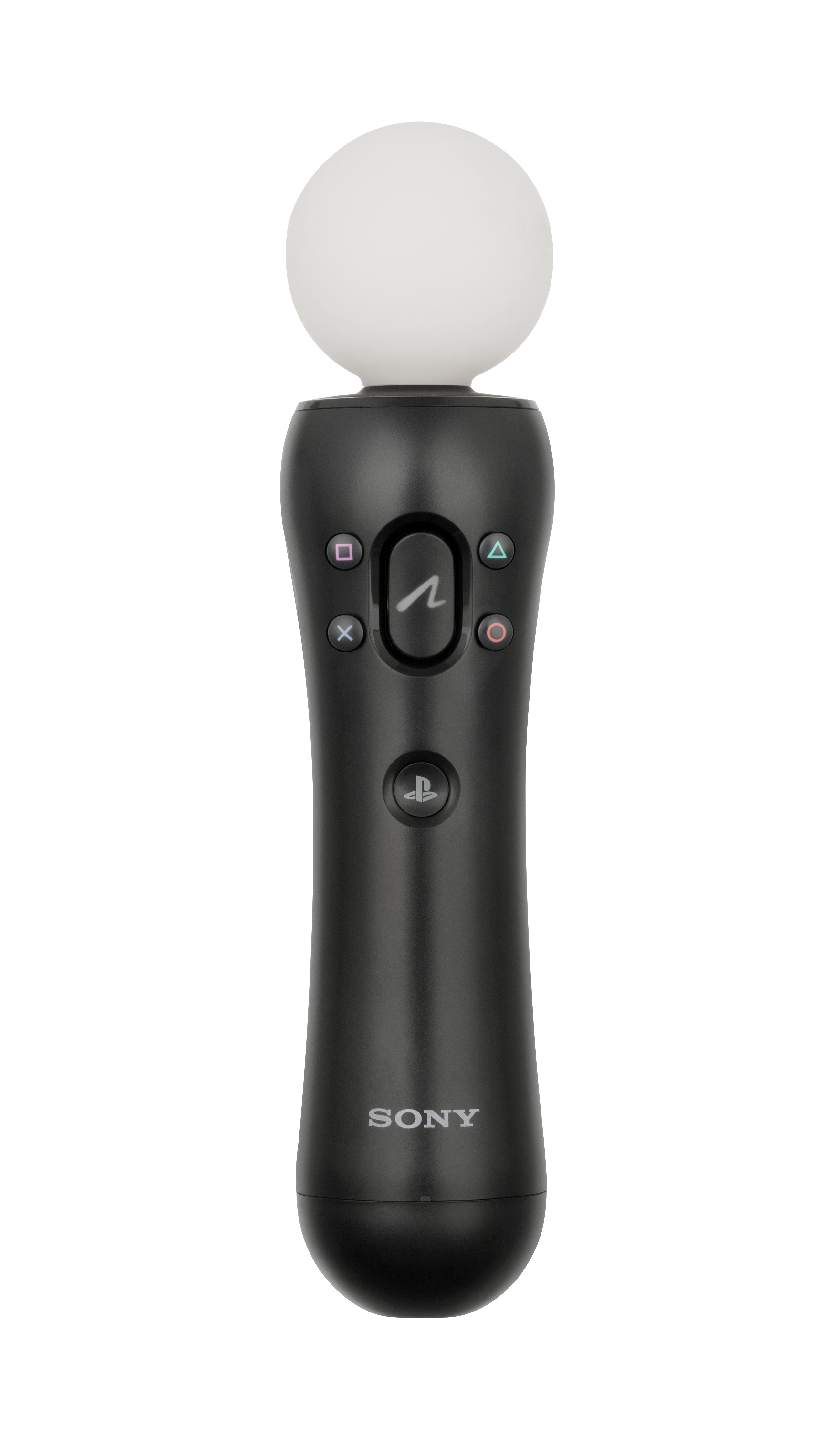
PS3的專屬體感控制器“PlayStation Move”

## 歷程

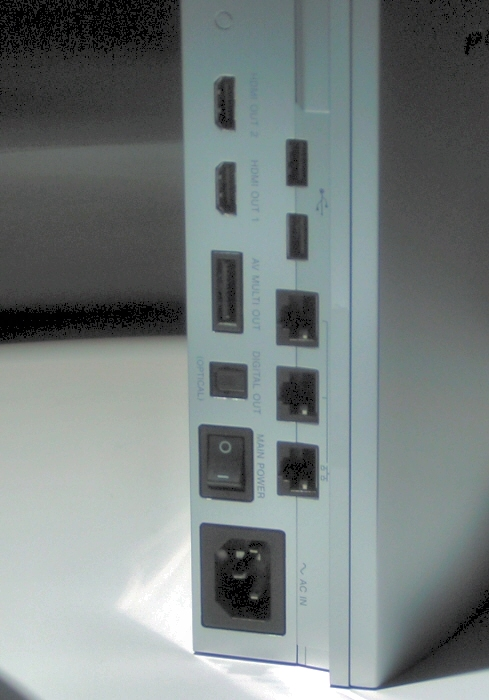
2005年E3會場上展出的銀色PlayStation 3連接埠配置。與最後發售的版本相比，多了兩個USB埠、兩個乙太網路連接埠、一個HDMI埠

索尼電腦娛樂在2005年5月16日於電子娛樂展覽（E3）上正式對外宣佈PlayStation 3的消息。當時並未展出可實際操作的主機，在2005年9月的東京電玩展中也沒有試玩主機的設置，但在兩個展覽中，索尼使用軟件開發工具包（SDK）和相容的電腦硬體進行部份遊戲的展示（例如《潛龍諜影4：愛國者之槍》）。同時也公開了PlayStation 3預測的性能畫面示範影片（包含《Final Fantasy VII》的技術展示）。
在2005年5月公佈的最初硬體配置包括兩個HDMI連接埠、三個以太网路連接埠，以及六個USB連接埠；然而，在一年後（2006年）的電子娛樂展覽上，縮減為一個HDMI連接埠、一個乙太網路連接埠，以及四個USB連接埠，目的是為了降低製造成本。此外，當時也發表了兩款機種：20 GB與60 GB的機型，分別定價499和599美元。僅有60 GB的機種配備HDMI、Wi-Fi無線網路、讀卡機和銀色的立體標誌。同時也公佈了全球發售時程：日本於2006年11月11日推出，北美洲和歐洲則緊接於11月17日發售。
在2006年9月6日，索尼宣佈由於藍光光碟（Blu-ray Disc）相關零件的短缺，PAL制式的機型（適用歐洲及大洋洲）將會延遲至2007年3月推出。
之後，於2006年9月22日的東京電玩展中，索尼宣佈將在20 GB的機種上加入HDMI連結埠，但銀色標誌、讀卡機、Wi-Fi功能則僅限60 GB機種獨有。此外，日本地區20 GB機種預定售價降低兩成，60 GB機種則採用開放售價（オープン価格）。此外在電玩展中，索尼展出了27款可供遊玩的遊戲軟體。

### 發售狀況

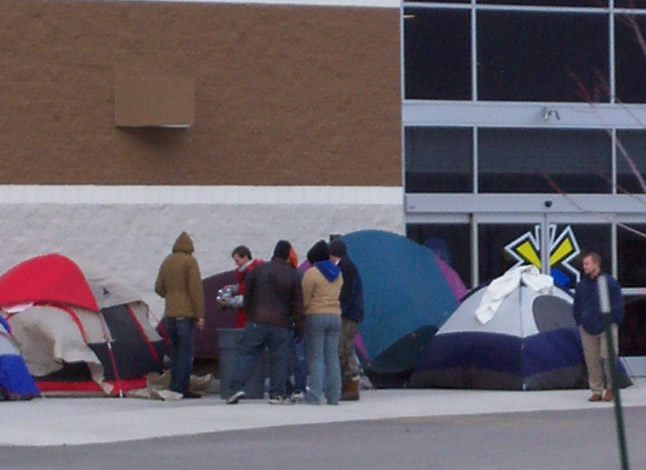
2006年11月16日，PS3於美國推出前一天，群眾正在排隊等待購買

PlayStation 3於2006年11月11日早上7:00在日本率先發售。根據「Media Create」，發售後24小時內在日本賣出了81,693部。
接著2006年11月17日，於美國、香港和台灣推出。在美國更發生了與PlayStation 3發售相關的暴力行為，其中包括了槍擊、搶劫、BB彈駕車槍擊，以及60名顧客為了僅有10部的PS3鬥毆等事件。
在2007年1月24日，索尼宣佈PlayStation 3將於2007年3月23日在歐洲、澳洲、中東地區、非洲與及紐西蘭推出。發售後的兩天內，在這些地區共銷售了約600,000部主機。在2007年3月7日，60 GB的機種在新加坡發售，售價為799新加坡元。接著於2007年6月16日，80 GB的機種在南韓上市。市場調研公司Strategy Analytics近日發布最新報告稱，截止到2010年年底，PS3的全球裝機量達到4340萬部，而比其早一年發售的Xbox 360，由於在歐洲和亞洲市場表現不搶眼，裝機量為4290萬部。任天堂Wii仍舊是主機界霸主，它的全球銷量達到7550萬部。2011年，據索尼數據顯示，自2006年11月發布到今2011年3月底，PS3的共計售出5000萬部。除此之外，索尼公司擁有全球的PlayStation網絡註冊帳戶7500萬個。截至到2012年11月4日，PlayStation 3主機全球銷量累計達到7000萬部，比較Xbox 360於2012年9月份全球累計銷量達到7000萬部相約，但Xbox 360的推出時間比PlayStation 3早一年。

### 發展歷史

#### 初期構想
2001年3月9日 - 索尼電腦娛樂（SCE）、IBM、東芝三社達成共識，決定共同開發能配合寬頻世代的超並列處理器。
2002年4月1日 - IBM、索尼、東芝宣佈共同開發最新半導體製造處理器技術
2004年9月21日 - 索尼電腦娛樂宣布次世代遊戲機將採用「藍光光碟」作光碟格式。
2004年12月7日 - 索尼電腦娛樂與NVIDIA宣佈共同開發次世代遊戲機用圖像處理器。

#### 2005年
2月8日 - IBM、索尼、東芝三社共同開發的「Cell」中央處理器架構發表。
3月30日 - 索尼電腦娛樂宣佈次世代遊戲機將採用東芝所開發的512Mb XDR記憶體。
5月17日 - PlayStation 3正式命名及公開發表初为PLAYSTATION 3，发售时，正式名更改为PlayStation 3，當時預定2006春季全球發售。

#### 2006年

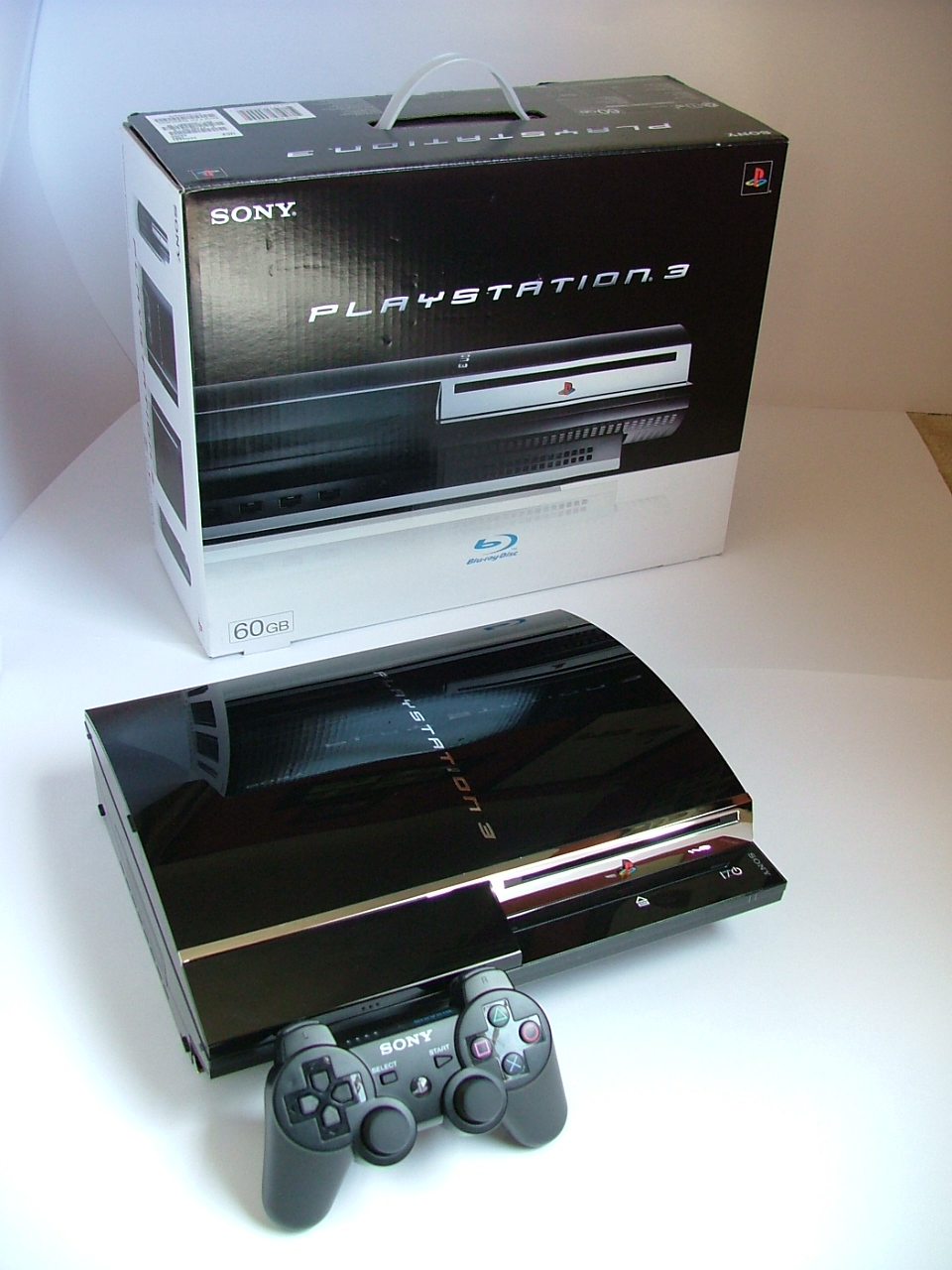
2006年11月11日推出的原始版PlayStation 3

3月15日 - 由於藍光光碟規格未定與HDMI內容制定進度延遲，索尼電腦娛樂宣佈PlayStation 3延期至同年11月於日本、歐洲及北美地區同時上市。
8月30日 - PlayStation 3官方網站開張。
9月6日 - 由於「藍光光碟」的關鍵藍光二極體組件產量未達理想，索尼電腦娛樂宣佈PlayStation 3在歐洲的上市日期推延至2007年3月。同時修正日本地區首發出貨量為100,000部，預計11月11日上市；北美地區首發出貨量為400,000部，預計11月17日上市。
11月1日 - 香港索尼電腦娛樂宣佈PlayStation 3在香港及台灣將於2006年11月17日與美國同步上市。
11月11日 - PlayStation 3率先在日本全國發售，在Bic Camera東京旗艦店舉行首賣會，第一批88,400部遊戲機已搶購一空。
11月17日 - PlayStation 3在美國、香港及台灣發售。香港索尼電腦娛樂分別在香港九龍尖沙咀及台灣台北西門町「Sony Digital Square」舉行首賣會，兩地首賣會中，香港200部以及台灣300部皆於會場銷售一空。
12月25日 - 美國《時代雜誌》（Time Magazine）將PlayStation 3列為「5 Things That Went From Buzz to Bust」。
12月31日 - PlayStation 3於日本銷售量達46萬部。

#### 2007年
1月8日 - 索尼電腦娛樂在「國際消費電子展」（CES）中表示PlayStation 3自2006年11月上市以來，已在全球銷售超過一百萬部，比預期更快達成目標。
3月8日 - PlayStation 3專用網上社交平台「PlayStation Home」正式發表。
3月23日 - PlayStation 3於歐洲、中東、非洲及澳洲發售。
4月12日 - 宣佈北美將會停止生產20 GB版本的PlayStation 3。
5月16日 - PlayStation 3全球出貨量達550萬部。
6月16日 - PlayStation 3於韓國發售，80 GB版本定價為518000韓圓。
7月9日 - 宣佈將PlayStation 3的60 GB版本在北美減價100美元，新售價為499美元，新型號80 GB版本PlayStation 3將會全面取代舊有60 GB型號。
7月15日 - PlayStation 3於日本銷售量突破一百萬部（實際數字為1,010,492部）。
9月15日 - 日經新聞報導索尼集團將會退出PlayStation 3的中央處理器「Cell」生產，以一千億日元把半導體生產機器賣給共同參與開發的東芝。隨後索尼集團發表新聞稿表示還沒有具體的決定。
9月20日 - 宣佈推出 DualShock 3，結合六軸感應及震動功能，預定於11月在日本率先推出，其他地區預定為2008年春季。同時，PlayStation 3專用網上社交平台「PlayStation Home」將會延期至2008年第一季推出。
10月5日 - 宣佈於歐洲推出40 GB版本的PlayStation 3，預定於10月下旬發售。
10月9日 - 宣佈於日本及亞洲推出40 GB版本的PlayStation 3，定於11月11日發售，售價為39,980日元，主機的顏色除了鋼琴黑之外，還提供了新的陶瓷白顏色。同時還宣佈「DualShock 3」於同日亦會作獨立發售，售價為5,500日元。
10月18日 - 索尼集團在官方網站刊登了由東芝、索尼集團與將合資成立PlayStation 3「Cell / B.E.」處理器與「RSX」繪圖晶片生產新公司的新聞，並將把位於九州長崎的半導體生產設備出售給東芝，而東芝將會繼續供應「CELL」給PlayStation 3
10月25日 - 宣佈截至2007年9月底，PlayStation 3全球銷量達559萬部。
11月27日 - 亞洲分部（SCE Asia）宣佈成立台灣索尼電腦娛樂（SCET）。

#### 2008年
1月7日 - 宣佈於2007年聖誕假期五星期之內，售出120萬部PlayStation 3。
1月8日 - 於「國際消費電子展」（CES）中宣佈，將會推出利用PlayStation 3拷貝藍光光碟影片並傳輸給PlayStation Portable的功能，使用者通過這種方式就可以享受可擕式的高清電影。
1月10日 - 日本索尼電腦娛樂宣佈20 GB及60 GB版本的PlayStation 3在日本停止生產。

#### 2009年

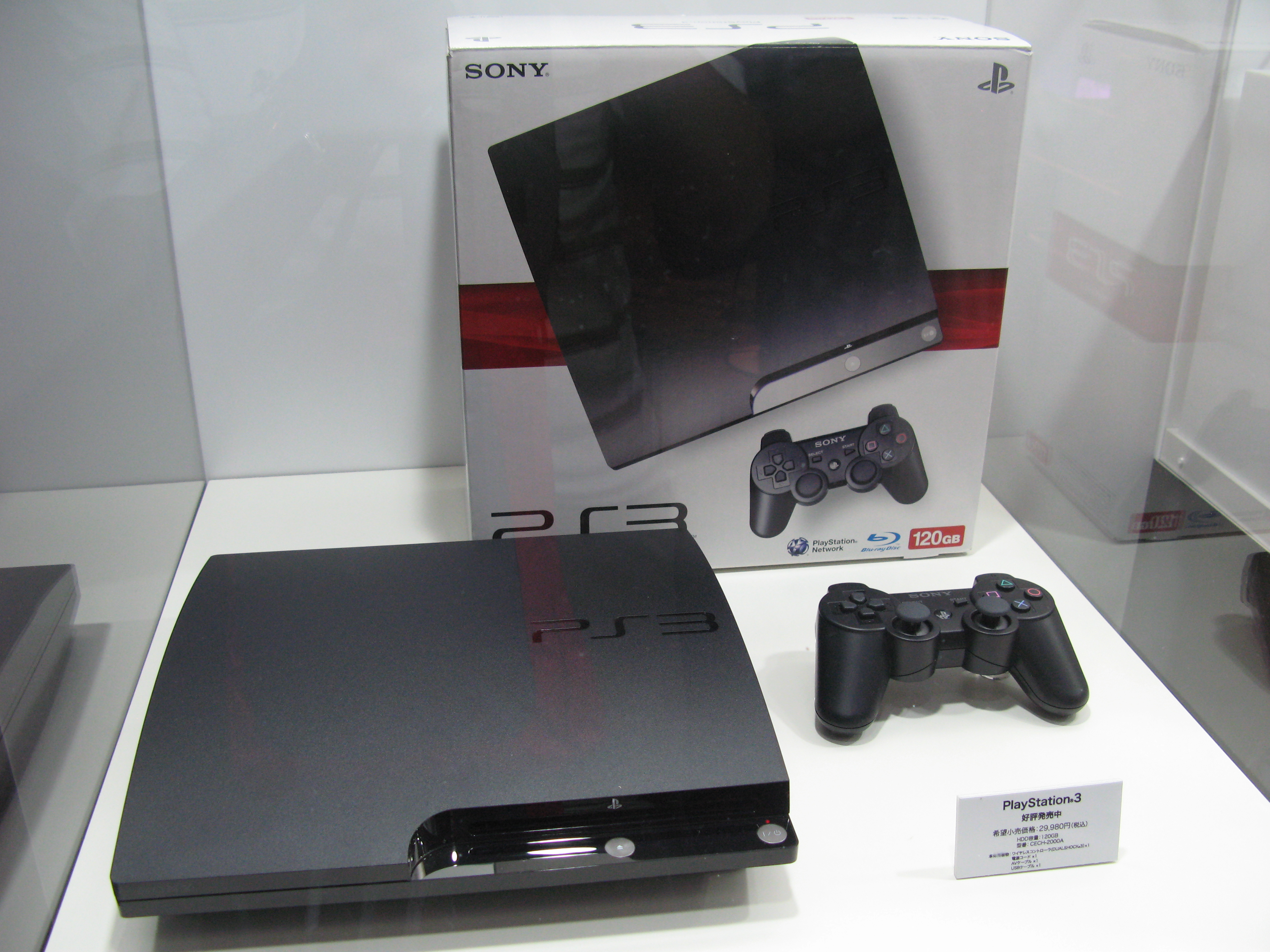
2009年9月1日，推出名為PlayStation 3 slim的輕薄版，當時建議售價為29,980日元

1月16日 - Google宣佈推出旗下「YouTube」網站的電視最佳化版本「YouTube for Television」。可用PS3的網路瀏覽器連結「www.youtube.com/tv」，以經過調整最適合PS3的操作方式瀏覽YouTube網站。
1月29日 - 發表2008年第三季全世界PlayStation 3銷售數量為446萬部（與去年同期相比減少了9％）。
9月1日 - 輕薄版PlayStation 3—PS3 slim於全球發售。

#### 2010年
3月1日 - 發生自發售以來最大規模的當機事件，以CECH-20xxA、CECH-20xxB之前等型號的舊型機（多為已停止生產的機型）在開機後會自動將時間調整為UTC時間1999年12月31日（其他時區的主機則依此為基準變化，例如+8時區時間就變為2000/1/1），且無法登入PlayStation Network，執行支援獎盃系統的遊戲時會出現8001050F的錯誤碼並跳出遊戲，接著儲存在該主機內的存檔和獎盃會消失，也無法執行任何由PlayStation Network購入的遊戲。已確認為該類機型內的時間計算功能發生錯誤，誤將2010年判定為閏年，因此出現2010年2月29日的日期，導致系統發生混亂。
3月2日 - 官方證實在UTC時間2010年3月2日（其他時區的主機則以此基準，如+8時區的主機在2010年3月2日上午八時）此時間錯置問題會自動恢復，許多玩家抱怨因系統錯誤造成的獎盃和存檔損毀卻無法修復（獎盃若之前無與伺服器同步過即無法恢復）。其实，在系统错误时玩家试图游玩的游戏的确会出现奖杯损毁问题，但是只要在系统恢复后再次放入奖杯损毁的游戏的光碟入内运行，失去的奖杯即会回归。官方的解决办法为，只要连接到PSN的状态下，在“奖杯收藏”项目中，可以按△键与服务器进行同步。
7月9日 - 2010年6月29日发布的PS3固件更新3.40修复了时间功能。
8月 - 第一款利用PS3内部漏洞开发出来的破解装置PSJailbreak出现，从此结束了PS3不破金身的神话。自此，本世代三大主机（Wii, Xbox360, PS3）全部告破。玩家可以利用此破解装置安装备份未授权的游戏，也可以在PS3进行自制软件的开发，但目前该破解装置只能支援3.41版系统，在此装置正式商业化后，索尼迅速发布了3.50版系统更新封堵了该装置运行。
12月7日 - 索尼放出3.55版系统。

#### 2011年
1月 - 3.55版系统已被破解。

#### 2012年
9月20日 - 媒体透露索尼將推出更加輕薄的PS3主机：Super Slim PlayStation 3。该机型仅提供120GB , 250GB与500GB的版本。机体重量减轻至约2公斤，滑盖式取代了吸入式。较PS3 Slim体积上缩小约25%，重量上减轻约20%。

#### 2013年
8月 - E3 TEAM推出针对3000和4000机型的E3 ODE 和E3 ODE Pro破解套件。

#### 2015年
10月3日 索尼電腦娛樂于2015年10月3日在新西兰官网发布消息 宣布新西兰PS3终止销售.

#### 2016年
索尼互動娛樂于2016年10月公布消息， 宣布北美欧洲PS3终止销售。

#### 2017年
日本 PlayStation 官方網站今（3月17日）公布，將於近日停止 PlayStation 家族第 3 代電視遊樂器主機「PlayStation 3（PS3）」的出貨，替這台產品生命週期超過 10 年的長壽主機畫下句點。本次宣布停產的，是第 2 代薄型 PS3 主機的改版 CECH-4300C 木炭黑 500GB 機種，是目前唯一還在日本銷售的機種。由於官方並未發表新機種來取代，代表 PS3 產品線將就此畫下句點。

#### 2019年
PS3主機至今已停止生產，但是至2019年主機仍可以透過網路更新內部韌體系統，表示PS3並沒有完全被原廠淘汰掉；3月9日起PS Plus將不再提供PS3與PS Vita的免費遊戲。

## 詳細規格

### CPU
PS3的核心，中央處理器（CPU）是採用2000年由SCEI／SONY／IBM／東芝共同開發的「Cell」處理器。Cell處理器是1PPE+8SPE而構成的異質多核心處理器，共有9個核心並列運作。
- 以PowerPC為基礎的微處理器，時脈3.2 GHz
- 1個VMX向量處理單元
- 512KB L2快取記憶體
- 7個以單一3.2GHz時脈運作，運用於向量整數、浮點數運算的SPE（原8個，1個作為提升晶片良率的備援用]
  - 每個SPE可同時執行兩道指令（dual-issue，有限制）
  - 每個SPE具備128個128bit SIMD通用暫存器
  - 每個SPE具備256KB本地端暫存記憶體（local storage memory）
- 浮點運算能力：218GFLOPS
- SPE不能直接存取主記憶體，需透過DMA方式存取

### GPU
SCE與Nvidia共同開發的「RSX」（Reality Synthesizer）。封裝與移動版顯示卡類似，4顆顯示記憶體集成在GPU基板上。RSX顯示核心是建基於nVidia的G70，與G70不同之處就是記憶體頻寬只是128Bit，但就擁有類似Nvidia Turbo Cache的技術容許RSX對XDR主記憶體作高速存取。
- 圖像處理器運作頻率：550 MHz（有爭議，可能為500MHz，但SONY後續並未公佈詳細規格）
- 浮點數運算能力：150 GFLOPS
- Full HD（最大可輸出1080p）1 channel
- Multi-way programmable parallel floating point shader pipelines

在PS3整个的生命周期，RSX总共经历了4次半导体工艺升级，分别采用90nm, 65nm, 40nm和28nm技术制造。这些产品理论指标一致，越新技术制造的核心物理体积越小，耗电越低。
初代90nm的RSX被认为和相同时期使用类似工艺的Nvidia“显卡门”PC显卡和XBOX 360游戏机一样，故障率高（症状多称YLOD，俗称死亡黄灯的自动关机），而这种问题在早期常被误判为是BGA焊接工艺的问题。

### 記憶體
- 主記憶體：256MB XDR 3.2 GHz
- 繪圖記憶體：256MB GDDR3 650 MHz

### 系統頻寬
- 主記憶體：25.6GB/s
- 繪圖記憶體：22.4GB/s
- FlexIO頻寬：20GB/s（Cell to RSX），15GB/s（RSX to Cell）
- 南橋晶片匯流排頻寬：雙向各2.5GB/s

### 音效
Dolby TrueHD、Dolby Digital 7.1ch（遊戲時5.1ch）、DTS-HD Master Audio、DTS-HD High Resolution Audio、LPCM7.1ch等

### 影音輸出
- 支援480i、480p、720p、1080i、1080p
- 支援Dolby TrueHD與DTS-HD Master Audio格式的音效，能以主機內部解碼後，再以壓縮過的LPCM格式輸出，並以原始的位元串流格式輸出給外部的AV解碼擴大機等設備進行解碼。（20 GB、40 GB、60 GB、80 GB、CECHPxx、CECHQxx除外）
- SONY依據AACS規範，2011年1月以後生產的PS3，將全面禁止以模擬影像端子輸出高解析度藍光影片，僅能輸出標準解析度藍光影片；數碼影像端子才可輸出高解析度與標準解析度藍光影片。（20 GB、40 GB、60 GB、80 GB、120 GB、250 GB、CECH-25xxA、CECH-25xxB除外）
- HDMI 1.3輸出端子×1（最初计划仅有60 GB版本作为標準配備，而官方網站在2006年9月22日宣佈20 GB也有配備，亦即事实上所有量产的PS3全部配备此接口）
- 支援HDMI CEC規格的BRAVIA Sync功能，讓能與支援的SONY BRAVIA液晶電視進行影音同步操控。（始自CECH-200x "Slim"系列）
- AV Multi輸出端子×1
- 光纖輸出端子×1

### 光碟

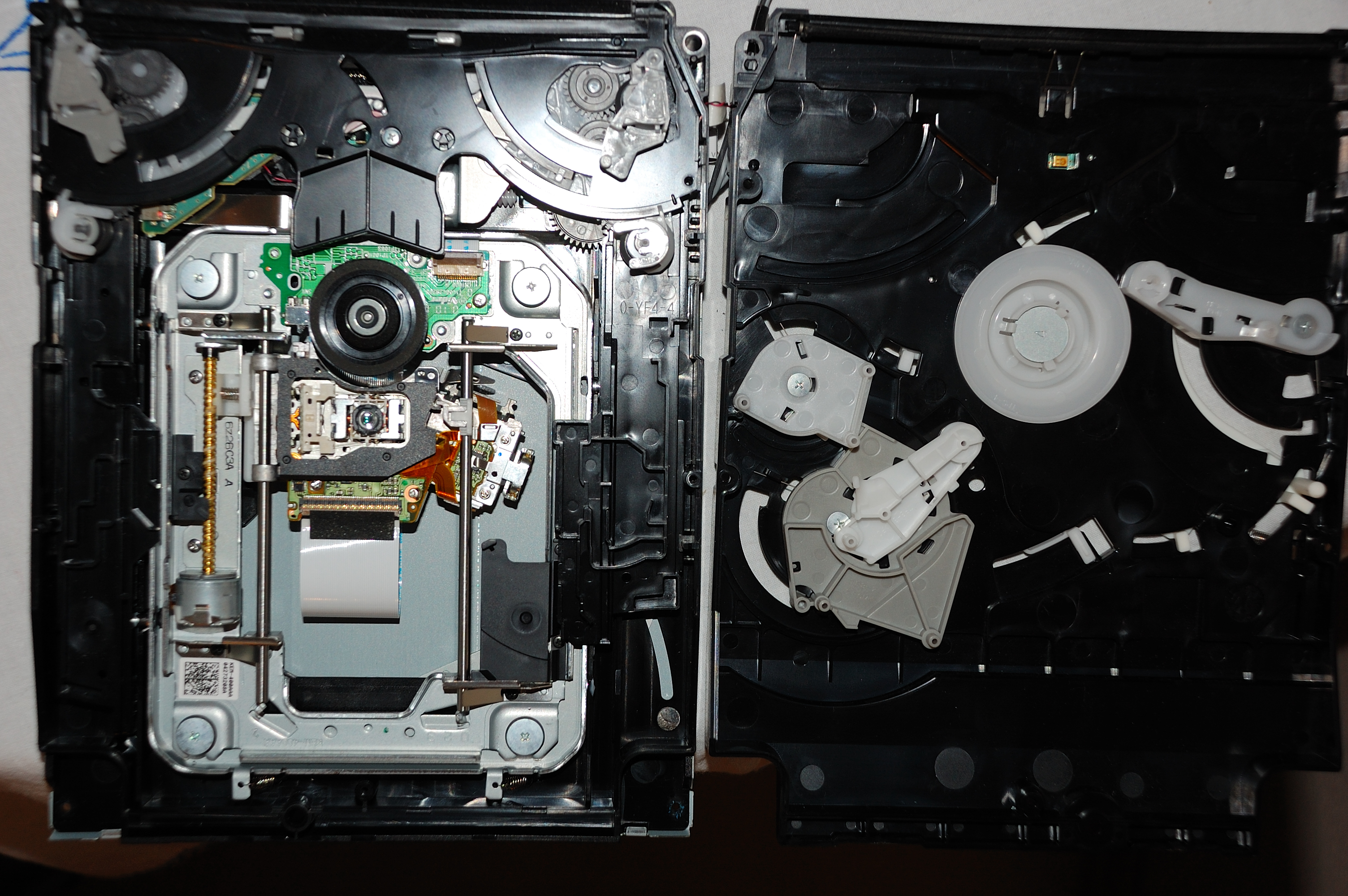
PlayStation 3的藍光光碟裝置

PS3的光碟機只供讀取，沒有寫入資料的功能。與PS2使用托盤有所不同，PS3的光驱為吸入式（slot-in），在生命周期末期发售的40XX型号将光驱改为滑盖式。下列為PS3支援讀取的光碟格式：
- CD：
  - PlayStation：PlayStation/PlayStation 2 CD-ROM（40 GB、120 GB、160 GB、250 GB、320 GB、CECHKxx、CECHLxx除外）
  - CD-DA：CD-DA（ROM）、CD-R、CD-RW
  - SACD：SACD Hybrid（CD層）、SACD HD（40 GB、120 GB、160 GB、250 GB、320 GB、CECHKxx、CECHLxx款式除外；讀取功能遭取消是因為破解後可以盜拷SACD）
  - DualDisc：DualDisc（聲音面／DVD面）
  - CD-ROM Read-Speed：24X
- DVD：
  - PlayStation：PlayStation 2 DVD-ROM（40 GB、120 GB、160 GB、250 GB、320 GB、CECHKxx、CECHLxx除外）
  - DVD-Video：DVD-ROM、DVD±R、DVD±RW
  - DVD-ROM Read-Speed：8X
- Blu-ray Disc：
  - PlayStation：PLAYSTATION 3 BD-ROM
  - BD-Video：BD-ROM、BD-R（HTL、LTH）、BD-RE
  - BD-ROM Read-Speed：2X（CLV），傳輸速度恆定為72Mbps（9MBytes/sec）

### 儲存及输入輸出接口
- 2.5吋SATA介面的硬碟槽
- Memory Stick：標準／Duo、PRO×1
- SD：標準／mini×1
- CompactFlash：Type I、II×1

　※僅CECHAxx、CECHCxx（60 GB）與CECHExx（80GB）具備及支持上述3種記憶卡插槽
- USB：

1. USB 2.0×4

※仅CECHAxx/CECHCxx（60GB）、CECHBxx/CECHDxx（20GB）、CECHExx（80GB）具备
1. USB 2.0×2

※其余各型号

### 科学运算
索尼互動娛樂已加入美国斯坦福大学的“Folding@home”计划，由于PlayStation 3能提供强大的运算性能，从PS3的1.6版本固件开始，利用PS3的Cell处理器来支援该项目科学运算。当PS3闲置时就会启动运算程式，精确计算蛋白质的折叠效应，利用所得的结果研究各种疑难杂症。当CELL处理器运算时，NVIDIA的RSX显核就会提供立体的蛋白质的折叠实时图形展示。该图形展示效果支援1080p输出，还有HDR效果，玩家可利用DualShock 3来控制观赏不同角度。
2007年东京电玩展上索尼互動娛樂宣布，PS3全球玩家们成功将“Folding@home”科研运算专案的资料处理速度推进到一个新里程碑，就是超越“1 petaflop”。“1 petaflop”运算量相当于1000万亿次运算每秒，目前全球最快的超级电脑IBM Roadrunner刚刚达到这一运算水平。索尼互動娛樂称，目前“Folding@home”项目在20万部PC平台上仅提供了“250 teraflps”运算能力，但是在60万部PS3参与后，将总数据运行能力首次推进到“1 petaflop”级别。
PlayStation 3的详细规格内容为，使用SCE、东芝及IBM共同开发的“Cell”中央处理器。“Cell”是一枚高性能的处理器，最大特征是称为“Cell运算”的网络分散运算功能。PS3内藏的Cell能将家庭服务器和电视机等连结成位元网络中的一部份。情况就好像网格运算一样，分散并即时处理各个指令。透过光纤网络，“Cell”能够与其他“Cell”连结成为可比拟超级电脑的运算能力。

### 各機型比較
- 2006年9月，索尼電腦娛樂於東京電玩展上公佈了日本地區的價格，較北美地區的有較大的削減，而亞洲地區亦低於預期，其中以香港的價格為全球最低。
- 2007年3月23日，PlayStation 3的60 GB版本(CECHC)於歐洲、中東、非洲及澳洲地區發售。此60 GB版本與其他地區的不同，不再內置PlayStation 2的EE+GS晶片，改為用部分軟件模擬方式運行PS2遊戲。所谓部分软件模拟，是使用了实体GS芯片而PS2 CPU - EE则使用Cell软件模拟。这一方案是因为GS和RSX架构差别过大（特别是显存位宽）因而实在无法模拟。PlayStation 3舊型號內置PlayStation 2的EE+GS晶片，可以兼容約90%以上的PS2遊戲，而轉用部分軟件模擬方式，据实测兼容性要低一些，但是部分软件输出版本在高清画质输出方面，可以享受一些RSX新技术，如反锯齿和超采样等带来的提高。
- 2007年4月12日，索尼電腦娛樂因為PlayStation 3的20 GB版本銷量未如理想，率先全面停售該版本。
- 2007年，索尼電腦娛樂於E3電玩展上宣佈，北美地區推出PlayStation 3的80GB版本，與歐洲等地區的60 GB版本相同，不再內置PlayStation 2的EE+GS晶片，並且計劃80 GB版本將會取代原先的60 GB版本。其後亞洲地區相繼引入80 GB版本，同時停止60 GB版本販售。
- 2007年10月5日，索尼電腦娛樂宣佈推出PlayStation 3的40 GB版本，此型號全面取消向下兼容PS2遊戲，於10月下旬在歐洲地區率先發售。同時索尼互動娛樂亦調整了歐洲地區60 GB版本的價格，並且宣佈60 GB版本於存貨販售完後將會停止發售。
- 2007年10月9日，索尼電腦娛樂宣佈PlayStation 3的40 GB版本將於11月11日在日本及亞洲地區發售，提供鋼琴黑及陶瓷白兩種主機顏色選擇。同時索尼互動娛樂亦調整了日本及亞洲地區20 GB及60 GB版本的價格，及公佈新型控制器「DualShock 3」亦會於11月11日作獨立發售。
- 2007年10月18日,索尼電腦娛樂宣佈PlayStation 3的40 GB版本將於11月2日在北美地區發售，同樣提供兩種主機顏色。同時索尼互動娛樂亦調整了北美地區80 GB版本的價格至499美元。
- 2008年1月10日，日本索尼電腦娛樂宣佈20 GB及60 GB版本的PlayStation 3在日本地區將會停止生產，意味著20 GB及60 GB版本完成歷史任務，全球市場上再沒有這兩個版本發售。
- 2008年2月5日，日本索尼電腦娛樂宣佈將於3月6日推出緞布銀的40 GB版本PlayStation 3。
- 2008年8月於美國、歐洲發行80 GB版本PlayStation 3。
- 2008年10月於歐洲發行160 GB版本PlayStation 3，日本則發行80 GB版本PlayStation 3。
- 2008年11月於美國發行160 GB版本PlayStation 3。
- 2009年9月，全球發行120 GB的PlayStation 3 Slim，随之，以新的PS3 Logo和字体（PlayStation 2字体）取代了之前所谓的Spiderman字体。
- 2009年10月27日,於台灣、香港、10月於歐洲；同月15日於大洋洲、11月3日於北美、12月17日於日本發行250 GB的PlayStation 3 Slim。
- 2010年7月29日,於日本、香港發行320 GB的PlayStation 3 Slim。
- 2011年6月發行新型號之320 GB PlayStation 3 Slim，並於同年隨後發行新型號之160GB的PlayStation 3 Slim。
- 2012年9月19日，SCEH宣佈月內推出外型更輕巧的新型PlayStation 3主機型號，一般称Super Slim。新型PS3主機（CECH-4007系列）10月19日在台灣推出，提供250GB HDD/500GB HDD機型，新型主機尺寸大小和重量上都只有最早的60GB硬碟機種之一半以下；相比現行的PS3縮減了20 %與25%。

| 機種                                         | 型號[a]                 | 顏色                                 | USB 2.0 連結埠 | 802.11 b/g Wi-Fi | 讀卡機 | SACD支援 | PS2向下相容               | Dolby TrueHD / DTS-HD MA位元串流輸出 | 支援HDMI CEC規格BRAVIA Sync | 模擬影像端子輸出高解析度BD影片 | 首次發售日期                                                          | 現況 |
| -------------------------------------------- | ----------------------- | ------------------------------------ | -------------- | ---------------- | ------ | -------- | ------------------------- | ------------------------------------ | --------------------------- | ------------------------------ | --------------------------------------------------------------------- | ---- |
| 60 GB （NTSC）                               | CECHAxx                 | 鋼琴黑                               | 4              | 是               | 是     | 是       | 是 硬體（Emotion Engine） | 否                                   | 否                          | 是                             | 2006年11月                                                            | 停產 |
| 20 GB （NTSC）                               | CECHBxx                 | 鋼琴黑                               | 4              | 否               | 否     | 是       | 是 硬體（Emotion Engine） | 否                                   | 否                          | 是                             | 2006年11月                                                            | 停產 |
| 60 GB （PAL）                                | CECHCxx                 | 鋼琴黑                               | 4              | 是               | 是     | 是       | 是 軟體（模擬器）         | 否                                   | 否                          | 是                             | 2007年3月                                                             | 停產 |
| 20 GB （PAL）                                | CECHDxx                 | 鋼琴黑                               | 4              | 否               | 否     | 是       | 是 軟體（模擬器）         | 否                                   | 否                          | 是                             | 未發佈                                                                | 停產 |
| 80 GB （NTSC）                               | CECHExx                 | 鋼琴黑                               | 4              | 是               | 是     | 是       | 是 軟體（模擬器）         | 否                                   | 否                          | 是                             | 2007年8月                                                             | 停產 |
| 40 GB （PAL、NTSC）                          | CECHGxx CECHHxx CECHJxx | 鋼琴黑 陶瓷白[b] 緞布銀[c] 金屬灰[d] | 2              | 是               | 否     | 否       | 否                        | 否                                   | 否                          | 是                             | 2007年10月 2007年11月                                                 | 停產 |
| 80 GB （PAL、NTSC）                          | CECHKxx CECHLxx         | 鋼琴黑 陶瓷白[b] 緞布銀[c]           | 2              | 是               | 否     | 否       | 否                        | 否                                   | 否                          | 是                             | 2008年8月 2008年10月                                                  | 停產 |
| 160 GB （PAL、NTSC）                         | CECHPxx CECHQxx         | 鋼琴黑                               | 2              | 是               | 否     | 否       | 否                        | 否                                   | 否                          | 是                             | 2008年10月 2008年11月                                                 | 停產 |
| 120 GB （PAL、NTSC）                         | CECH-20xxA CECH-21xxA   | 木炭黑                               | 2              | 是               | 否     | 否       | 否                        | 是                                   | 是                          | 是                             | 2009年9月                                                             | 停產 |
| 250 GB （PAL、NTSC）                         | CECH-20xxB CECH-21xxB   | 木炭黑                               | 2              | 是               | 否     | 否       | 否                        | 是                                   | 是                          | 是                             | 2009年10月27日 2009年10月 2009年10月15日 2009年11月3日 2009年12月17日 | 停產 |
| 160 GB （PAL、NTSC）                         | CECH-25xxA              | 木炭黑 典雅白                        | 2              | 是               | 否     | 否       | 否                        | 是                                   | 是                          | 是                             | 2010年7月29日                                                         | 停產 |
| 320 GB （PAL、NTSC）                         | CECH-25xxB              | 木炭黑 典雅白                        | 2              | 是               | 否     | 否       | 否                        | 是                                   | 是                          | 是                             | 2010年7月29日                                                         | 停產 |
| 160 GB （PAL、NTSC）                         | CECH-30xxA              | 木炭黑                               | 2              | 是               | 否     | 否       | 否                        | 是                                   | 是                          | 否                             | 2011年6月                                                             | 停產 |
| 320 GB （PAL、NTSC）                         | CECH-30xxB              | 木炭黑                               | 2              | 是               | 否     | 否       | 否                        | 是                                   | 是                          | 否                             | 2011年6月                                                             | 停產 |
| 120 GB （PAL）                               | CECH-40xxA              | 木炭黑                               | 2              | 是               | 否     | 否       | 否                        | 是                                   | 是                          | 否                             | 2012年10月                                                            | 停產 |
| 250 GB （NTSC）                              | CECH-40xxB              | 木炭黑 典雅白                        | 2              | 是               | 否     | 否       | 否                        | 是                                   | 是                          | 否                             | 2012年10月                                                            | 停產 |
| 500 GB （PAL、NTSC）                         | CECH-40xxC              | 木炭黑 典雅白 石青蓝 石榴红          | 2              | 是               | 否     | 否       | 否                        | 是                                   | 是                          | 否                             | 2012年10月                                                            | 停產 |
| 12 GB 闪存(无内置硬碟但可扩充) （PAL、NTSC） | CECH-42xxA              | 木炭黑 典雅白 石青蓝 石榴红          | 2              | 是               | 否     | 否       | 否                        | 是                                   | 是                          | 否                             | 2013年9月                                                             | 停產 |
| 250 GB （PAL、NTSC）                         | CECH-42xxB              | 木炭黑 典雅白 石青蓝 石榴红          | 2              | 是               | 否     | 否       | 否                        | 是                                   | 是                          | 否                             | 2013年9月                                                             | 停產 |
| 500 GB （PAL、NTSC）                         | CECH-42xxC              | 木炭黑 典雅白 石青蓝 石榴红          | 2              | 是               | 否     | 否       | 否                        | 是                                   | 是                          | 否                             | 2013年11月                                                            | 停產 |
| 12 GB 闪存(无内置硬碟但可扩充) （PAL、NTSC） | CECH-43xxA              | 木炭黑 典雅白 石青蓝 石榴红          | 2              | 是               | 否     | 否       | 否                        | 是                                   | 是                          | 否                             | 2014年5月                                                             | 停產 |
| 250 GB （PAL、NTSC）                         | CECH-43xxB              | 木炭黑 典雅白 石青蓝 石榴红          | 2              | 是               | 否     | 否       | 否                        | 是                                   | 是                          | 否                             | 2014年5月                                                             | 停產 |
| 500 GB （PAL、NTSC）                         | CECH-43xxC              | 木炭黑 典雅白 石青蓝 石榴红          | 2              | 是               | 否     | 否       | 否                        | 是                                   | 是                          | 否                             | 2014年5月                                                             | 停產 |

^ a型號依據發售區域不同而有所差異。參見PlayStation 3硬體型號。
^ b陶瓷白僅於日本及亞洲地區發售。
^ c緞布銀僅於日本及亞洲地區發售。
^ d金屬灰僅限《潛龍諜影4：愛國者之槍》同捆版。

## 游戏
PlayStation 3的遊戲以Blu-ray Disc作為儲存媒體，且游戏是不锁区的。另外早期版本會以硬件形式向下兼容PlayStation 2遊戲（40 GB、120 GB、160 GB、250 GB、320 GB、CECHKxx、CECHLxx除外），全系列的PlayStation 3都向下兼容PlayStation游戏。

## 控制器
最初随PlayStation3发售的手柄称之为SixAxis（六軸感應）。这种手柄改进自PS2的DualShock 2控制器，重大的改进是无线化，R1/R2从按钮升级为连续可调式（类似于XBOX的Bumper），内置陀螺仪式的位置变化感应（即为六轴），摇杆控制精度也有所提高。此版本之所以不称为DualShock 3，是因为取消了震动（Shock）。最初索尼的说法是技术上对于电池驱动的震动技术没有准备好。而后来有说法称，实为和掌握震动专利的公司在专利权上没有谈拢。因此PS3早期（06 - 07年三季度）的游戏，即便换用了DualShock3也是不支持震动的，只有极少数日后发布补丁才增加震动支持，如日版的Ridge Racer 7。
2007年9月20日，索尼互動娛樂發佈「DualShock 3」，增补了振动功能，最初仅和新主机捆绑销售。其後於2007年10月9日，索尼互動娛樂宣佈「DualShock 3」將會於11月11日作獨立發售。
「PlayStation Move」是索尼互動娛樂發佈的新型控制器，結合了體感及振动功能

## 通訊
- GbE乙太網路接頭×1
- Wi-Fi：IEEE 802.11 b/g
- Bluetooth：Bluetooth 2.0（EDR）

## PlayStation Network

PlayStation Network官方標誌

索尼在2006年東京PlayStation商業簡報會議上宣佈推出PS3適用的整合網路服務。索尼同時確認這項服務將是24小時提供、免費，并包含多名玩者支援。當服務網路推出時，註冊界面僅能透過PS3或PSP連結。之後變更為可透過個人電腦等網路裝置連結「PlayStation Network」網站註冊。
在2006年9月21日的東京電玩展上，索尼宣佈將在「PlayStation Network」上提供多款PlayStation和PlayStation 2的遊戲作品銷售下載，每款作品售價約為5～15美元。
在2007年5月8日，索尼互動娛樂宣佈推出「PlayStation Network Card」，這是一種能在線上商店中使用的電子錢幣。「PlayStation Network Tickets」共有1,000、3,000、5,000和10,000日元的面額，能在日本的便利商店買到。每一張卡片上記載了12字元的密碼，可在「PlayStation Network」網站上輸入後儲值到電子錢包內。這些卡片可在全日本超過26,957間的便利商店中買到，包括LAWSON、FamilyMart等。此外超過26,000處的郵局提款機也有發售，但須透過手機在特定的網站註冊。
南韓、香港和台灣也在2007年夏季推出了類似的儲值卡機制。台灣稱為「預付卡」，剛開始僅有新台幣800元的面額，現在有新台幣500、1,000、2,000元的面額(但移除了新台幣800元的面額的預付卡)，可在索尼合作的商店中購得。2008年春天北美地區也引進了相同的制度。

### Life with PlayStation
2008年9月18日推出的免費網路服務。可透過此服務獲取全世界約六十個都市的新聞、天氣、氣溫等情報服務。畫面中會顯示即時的地球衛星雲圖。此外可切換頻道，分別有取得世界各地情報的頻道，以及Folding@Home頻道。背景音樂可以硬碟中存放的歌曲中自由挑選。背景畫面也會隨着時間而有早晨、午間、夜晚等變化。
「Folding@Home」是從2007年3月22日開始的分散運算計畫。截至2008年2月5日，已有超過一百萬人參與，目前與「Life with PlayStation」服務整合，成為頻道之一。「Folding@home」是由美國史丹福大學主導的醫學研究相關計劃，由於PlayStation 3能提供強大的運算性能，從PS3的1.6版本韌體開始，利用PS3的Cell處理器來支援該項目科學運算。當PS3閒置時就會啟動運算程式，精確計算蛋白質的摺疊效應，利用所得的結果研究各種醫學疑難雜症。當Cell處理器運算時，NVIDIA的RSX顯核就會提供立體的蛋白質的摺疊實時圖形展示。該圖形展示效果支援1080p輸出，還有HDR效果，用家可利用控制器來控制觀賞不同角度。
2007年東京電玩展上索尼互動娛樂宣佈，PS3全球玩家們成功將「Folding@home」計畫的資料處理速度推進到一個新里程碑，就是超越「1 petaflop」。索尼互動娛樂表示，目前「Folding@home」項目在20萬部個人電腦上僅提供了「250 teraflps」運算能力，但是在60萬部PS3參與後，將總數據運行能力首次推進到「1 petaflop」級別，佔據了總運算量的近八成，成為該計畫最大的貢獻者。（普通個人電腦的運算能力是約1GFlops，麥金塔電腦平均3GFlops，PS3的運算能力接近30GFlops。）
2012年11月4日，Folding@home PS3客户端与其他所有基于Life with PlayStation的服务停止得以支持，并在4.30的系统更新中从XMB中移除。

## CELL开发中与微软的竞争
两位担任Cell处理器研发重梁的工程师David Shippy与Mikie Phipps，在新书The Race For A New Game Machine中回忆起2001年Sony/IBM/Toshiba三者投资40亿美元Cell五年计划如何与微软的新主机研发产生联系。IBM在整个计划中提供研发人力，设于美国德州Austin的研发总部有着Sony及Toshiba派遣的工程师团队，大家一同生活吃住，目标为2005年圣诞节让PS3上市。
就当2002年微软与IBM接触后，事情有了变化。在IBM的Adam Bennett甚至向微软公开正在开发中的Cell规格详图，微软决定交由IBM研发新主机的CPU，至此IBM两手掌握两大订单。
一段诡奇的回忆：同住于紧邻小卧间的IBM的员工得对来自Sony与Toshiba的工程师保密以防他们为微软设计处理器的合约计划泄漏，而360处理器晶片的验证进度也比Cell超前。Shippy先生感受到一股良知上的煎熬，称自己的本性已被污染，因为他是在用着之前为PS3主机处理器设计过程中所学到的经验在与微软工程师协同规划新处理器的架构需求。
Sony遭遇的惨事不只于此，就当IBM完成两大公司的设计合约后，IBM的晶片制造部门却发生问题。相比于未预料到此巨变的Sony因此遭受六周的推迟才拿到第一批Cell晶片，微软将备用产能转移于第三厂商的先见之明让微软比Sony还早拿到新主机的处理器晶片。微软拿到了Sony出钱培养工程师积累经验后研发的晶片，及时赶上2005年11月首发Xbox，而PS3最终因一连串阻扰导致推迟一年上市。

## 黃燈故障
初期PlayStation 3版本主機出現故障時，情況是開機後先是綠燈，後出現紅燈閃爍，伴有B.B.B.響三聲，或者遊戲過程中突然死機黑屏，紅燈閃爍，觸碰電源鍵後閃現黃燈而又變回紅燈。「死亡黃燈」出現的主要原因與XBOX360類似，主要是由於主機過熱造成的主板變形、元件老化以及脫焊。XBOX360的「三紅」屬於「急性」故障，因為一次或者幾次的驟冷驟熱直接就會導致「三紅」，PS3的「死亡黃燈」則屬於「慢性」的，隨著時間的積累而發作。而長時間連續遊戲的主機更易出現「死亡黃燈」。導致此問題的典型問題是將90NM製程的 RSX 晶片連接到中介層(俗稱基板)的 BGA/銲錫凸塊斷裂失效。發生這種情況的原因是晶片和中介層的底部填充膠之間的CTE（熱膨脹係數）不匹配，底部填充膠的玻璃化轉變溫度(Tg) 太低，在正常遊戲過程中因晶片與基板的熱變形程度不同，底部填充膠無法在高溫狀態下保持支撐度與硬度，使晶片熱點附近的銲錫凸塊因應力逐漸破裂，而這會加劇剩餘銲錫凸塊承受更大的電流與電遷移而在銲錫凸塊中產生空隙。這些因素會導致焊料承受極大的應力，進而讓剩餘的焊料破裂致使RSX晶片失效，自檢測試無法通過後機器將會發出死亡黃燈報警。較為完善的解決方法為替換掉有製程缺陷的90NM晶片，改使用65NM或40NM製程的RSX晶片。部份「死亡黃燈」發生原因是超級電容器故障導致,初期的60GB以及20GB版本之首冠，老80GB與40GB次之。而最新批次的新80GB由於採用了雙65NM製程，BGA/銲錫凸塊故障問題改善與功耗與發熱大大降低，出現「死亡黃燈」的概率較低。

## 評價

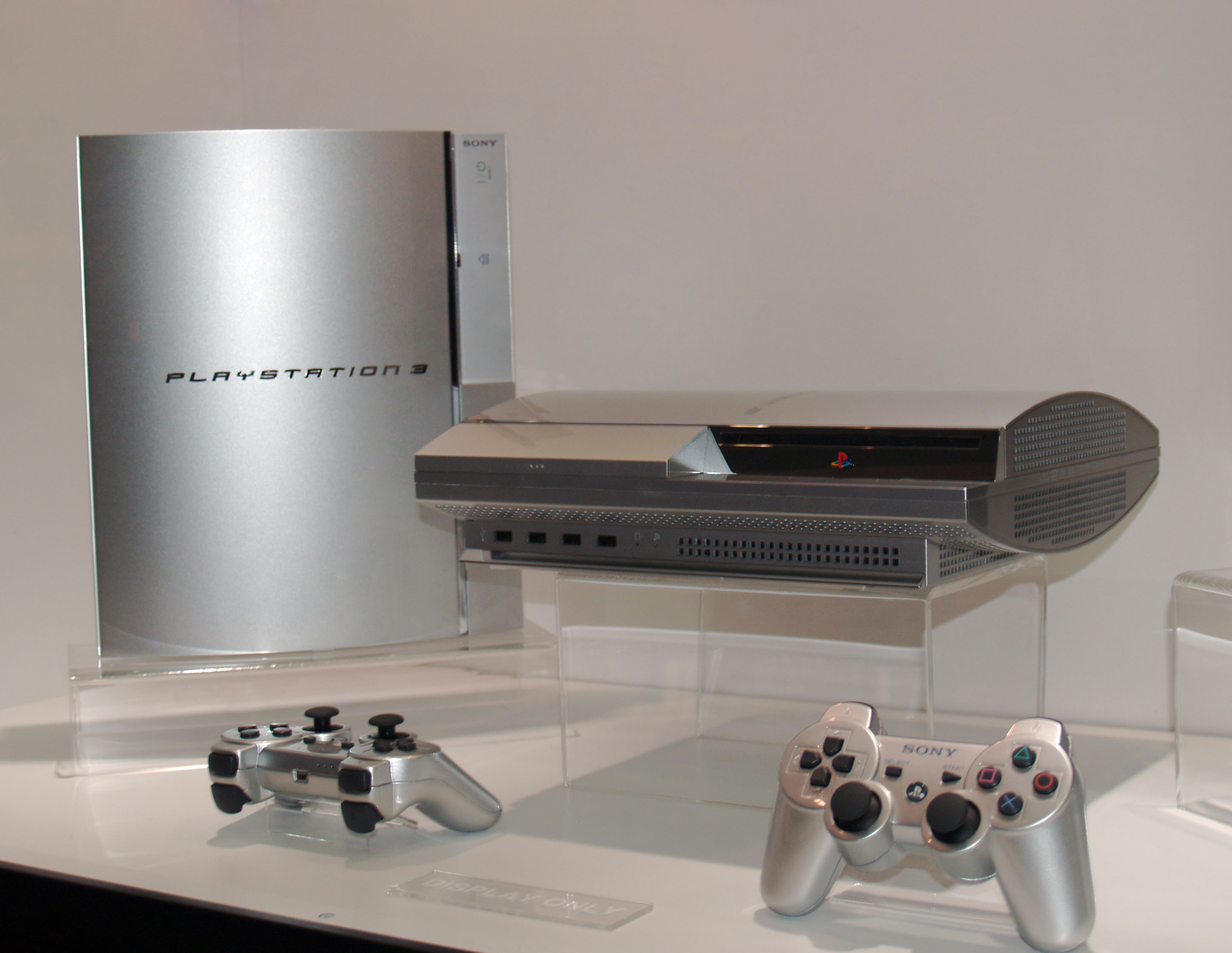
2006年E3上展出的緞布銀PS3

在推出後不久，PlayStation 3被批評其過高的價格以及缺乏高品質的首批遊戲。然而，在接連的售價調降、藍光光碟在市場上擊敗HD DVD，以及多款受到好評的遊戲推出後（包括《秘境探險：黃金城秘寶》、《潛龍諜影4：愛國者之槍》），PlayStation 3開始獲得較多的正面評價。
在《PC World》雜誌的「2006年搞砸的科技產品排行榜」（The Top 21 Tech Screwups of 2006）中，PS3名列第八，該雜誌認為「發售太晚、太貴、缺乏相容性」。GamesRadar將PS3選為遊戲產業公關宣傳災難的第一名，探討索尼為何將「史上最受歡迎的遊戲主機（PS2）變成網路上惡評不斷的糟糕產品」，但同時也認為除了這些問題之外，主機本身有「尚未利用到的潛能」。美國《商業週刊》（Business Week）歸納了各方評價，做出「（PS3）未來的可能性比目前的表現更加引人關注」的結論。
發售初期獲得的一些負面評價之外，部分知名網站也給予PS3正面的評論。英國CNET讚揚「PS3是一部令人驚艷的萬能家庭娛樂裝置，雖然售價高昂但物有所值」。CNET在滿分10分中將PS3評為8.8分，並選為「必買電子產品」的第一名，讚揚其優越的繪圖能力和時髦的外觀設計，但同時也批評其遊戲選擇過少。
此外，《家庭劇院雜誌》（Home Theater Magazine）和《終極視聽》（Ultimate AV）皆給予PS3的藍光播放能力極高的評價，兩本雜誌認為PS3的藍光播放品質超越了許多市場上的藍光播放機。此外，「歐洲影音協會」（European Imaging and Sound Association，EISA）將PS3評為2007/2008年最佳媒體中心。
Hexus Gaming評論PAL版本的PS3並表示「......隨著PlayStation 3逐漸成熟，開發者也開始努力製作遊戲，我們將會看到PlayStation 3成為遊戲的最佳選擇。」。在2007年的遊戲開發者大會（Game Developers Conference，GDC）上，Shiny Entertainment公司的創辦人大衛·派瑞（David Perry）表示︰「我認為索尼做出了最棒的遊戲主機，毫無疑問這是硬體上的絕佳作品」。而Ars Technica在2008年6月對PS3做出的第二篇評論，將分數由最初的6/10提升為8/10。

## 外部連結
- PlayStation®3 | PlayStation® オフィシャルサイト （页面存档备份，存于）
- PlayStation公式的X（前Twitter）
- PlayStation的Facebook專頁
- PlayStation® 公式チャンネル （页面存档备份，存于） - YouTube
- PlayStation(R)公式チャンネル“ぷれちゃ” （页面存档备份，存于） - ニコニコ動画
- Online Stores for PlayStation （页面存档备份，存于）